# Alphonse Allais
Pour l’article ayant un titre homophone, voir Alphonse Alley.
Pour les articles homonymes, voir Allais.
Alphonse Allais, né le 20 octobre 1854 à Honfleur et mort le 28 octobre 1905 à Paris, est un journaliste, écrivain et humoriste français.
Célèbre à la Belle Époque, reconnu pour sa plume acerbe, insolente et irrévérencieuse, il est notamment renommé pour ses calembours et ses vers holorimes. Il est parfois considéré comme l'un des plus grands conteurs de langue française et un maître de l'humour absurde.

## Biographie

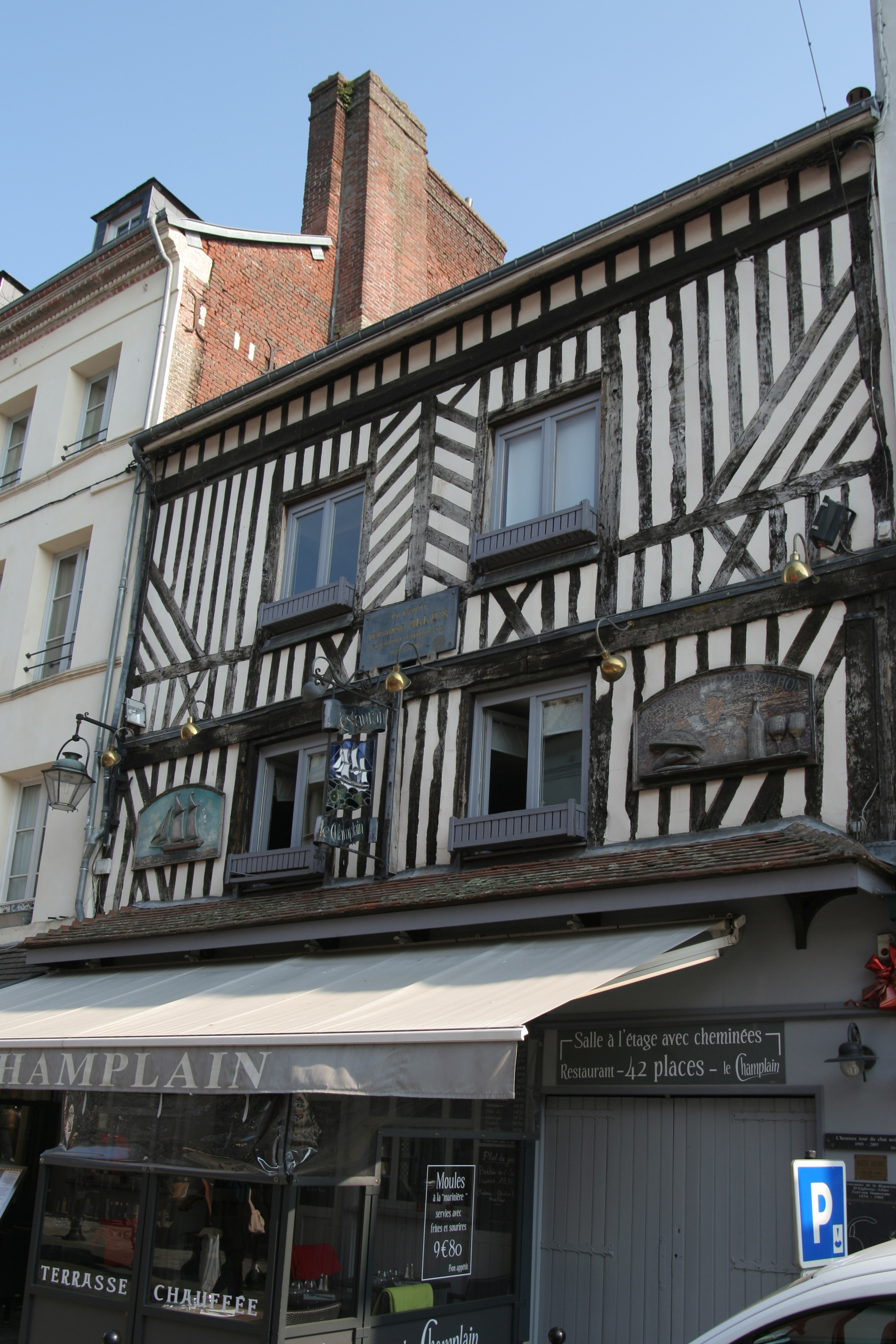
Sa maison natale à Honfleur.

Alphonse Allais est le cadet d'une fratrie de cinq enfants nés de Charles Auguste Allais (1825-1895), un pharmacien, installé au 6 de la place de la Grande-Fontaine (aujourd'hui place Hamelin), à Honfleur, et d'Alphonsine Vivien (1830-1927). L'une des sœurs aînées d'Alphonse, connue sous le nom de Jeanne Leroy-Allais (1853-1914), devient autrice pour enfants,.
Jusqu'à l'âge de trois ans, il ne prononce pas un mot, sa famille le croit muet. À l'école, il semble plutôt se destiner à une carrière scientifique : il passe à seize ans son baccalauréat en sciences. Recalé à cause des oraux d'histoire et de géographie, il est finalement reçu l'année suivante. Il devient alors stagiaire dans la pharmacie de son père qui ambitionne pour lui une succession tranquille, mais qui goûte peu ses expériences et ses faux médicaments et l'envoie étudier à Paris. En fait d'études, Alphonse préfère passer son temps aux terrasses des cafés ou dans le jardin du Luxembourg, et ne se présente pas à l'un des examens de la Faculté de pharmacie. Son père, s'apercevant que les fréquentations extra-estudiantines de son fils ont pris le pas sur ses études, décide de lui couper les vivres.
Pour subsister, Alphonse Allais s'essaye d'abord à la photographie, sur les traces de son ami Charles Cros, mais ne connaît pas le succès. Il décide alors de s'essayer au métier de journaliste, publiant des chroniques loufoques dans diverses revues parisiennes. Avec ses amis du Quartier latin, il fait aussi partie de plusieurs groupes fantaisistes comme « les Fumistes », « les Hydropathes » ou « les Hirsutes ».
En 1881, après avoir terminé sans succès ses études de pharmacie, il devient collaborateur du journal du cabaret Le Chat noir. C'est grâce à ses écrits humoristiques et à ses nouvelles, écrites au jour le jour, qu'il connaît le succès. Il collabore à l'hebdomadaire Le Chat Noir à partir du numéro 4, daté du 4 février 1882, (Feu de paille). En 1885, il fréquente le café-restaurant Au Tambourin situé au 62, boulevard de Clichy.
Le 26 octobre 1886, il devient rédacteur en chef du Chat noir (no 249). Sa dernière chronique dans ce périodique date du 19 août 1893. Il continue à publier chaque jour des contes et d'autres œuvres courtes dans des journaux tels que le Gil Blas ou, à partir de 1892, Le Journal (sa première chronique, « Le perroquet », parait dès le 2e numéro daté 29 septembre 1892. La dernière chronique d'Alphonse Allais, « La faillite des centenaires », est parue le 20 octobre 1905, no 4768).
Au début des années 1890, il sort ses deux premiers recueils de contes humoristiques et absurdes que sont À se tordre (1891) et Vive la vie ! (1892). Au cœur de la Belle Époque, il devient célèbre et populaire grâce à son écriture légère et à son humour décalé, ses calembours et ses vers holorimes.
En août 1893, peu avant les élections législatives, la presse rapporte qu'un mystérieux « Albert Caperon, dit Captain Cap » se présente comme « candidat antibureaucrate et antieuropéen » dans le 9e arrondissement de Paris, ainsi que l'annonce sa profession de foi imprimée sur un papier couleur bleu outremer. Dix ans plus tard, Allais reviendra sur cette affaire.
Le 9 juin 1894, il s'embarque au Havre sur le paquebot de luxe La Touraine, navire-amiral de la Compagnie générale transatlantique, à destination de New-York et du Canada, en compagnie de son ami Paul Fabre, le lieutenant Ernest Debiève et J. Berthier de Casaunau. À cette époque la traversée dure huit jours, qu'il passera agréablement entre cocktails, flirts, et invitations à la table de l'état-major,. Il en a laissé un récit vivant dans une de ses chroniques, et arrivé à New-York, il note avec humour : « Les courses en voiture à New-York sont hors de prix. En allant à pied pendant une semaine on peut parfaitement économiser de quoi racheter l'Alsace et la Lorraine ». Il voyage ensuite au Canada (où il situera plusieurs de ses contes) et rentre en France en juillet:3411.

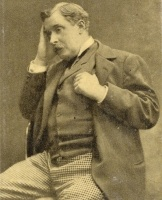
Alphonse Allais vers 1899.

En 1895, il épouse une jeune femme de vingt-six ans, Marguerite Marie Gouzée (1869-1914), fille d'un brasseur d'Anvers. En août 1899, il devient rédacteur en chef d'un nouveau journal humoristique, Le Sourire, fondé par Maurice Méry, pour rivaliser avec Le Rire. Il continue aussi à publier des recueils : Ne nous frappons pas sort en 1900 et Le Captain Cap, personnage qui incarne le goût de l'absurde caractéristique d'Alphonse Allais, paraît en 1902. Mais derrière son écriture légère et son style narquois, on sent dans les écrits d'Allais une sorte de déception ; ses critiques des militaires, des politiques et des curés sont toujours empreintes d'un certain pessimisme.
Il meurt frappé d'une embolie pulmonaire, consécutive à une phlébite. Une version des événements précédant immédiatement sa mort, affirme que son médecin lui aurait ordonné de rester au lit pendant six mois, qu'Allais aurait négligé cette recommandation, qu’il se serait rendu au café, comme tous les jours et, qu'à un ami qui le raccompagnait à son domicile, où il habitait en l'absence de sa femme, il aurait fait cette dernière plaisanterie : « Demain je serai mort ! Vous trouvez ça drôle, mais moi je ne ris pas. Demain, je serai mort ! » Cette histoire, racontée par Léon Treich dans L'Esprit français, et selon Anatole Jakovsky répandue par « un journaliste mal informé devant le micro de Radio Luxembourg », figure néanmoins telle quelle dans le Journal de Jules Renard (p. 793). Elle semble cependant fortement contredite par une lettre d’Alphonse Allais à sa mère du 23 octobre 1905, dans laquelle il lui apprend qu’à la suite d’une phlébite il vient effectivement de passer « 40 jours sur le dos, sans même pouvoir travailler », obéissant ainsi scrupuleusement à son médecin, Bélin, et qu'il est maintenant en conséquence « mince comme un roseau et frais comme une rose ».

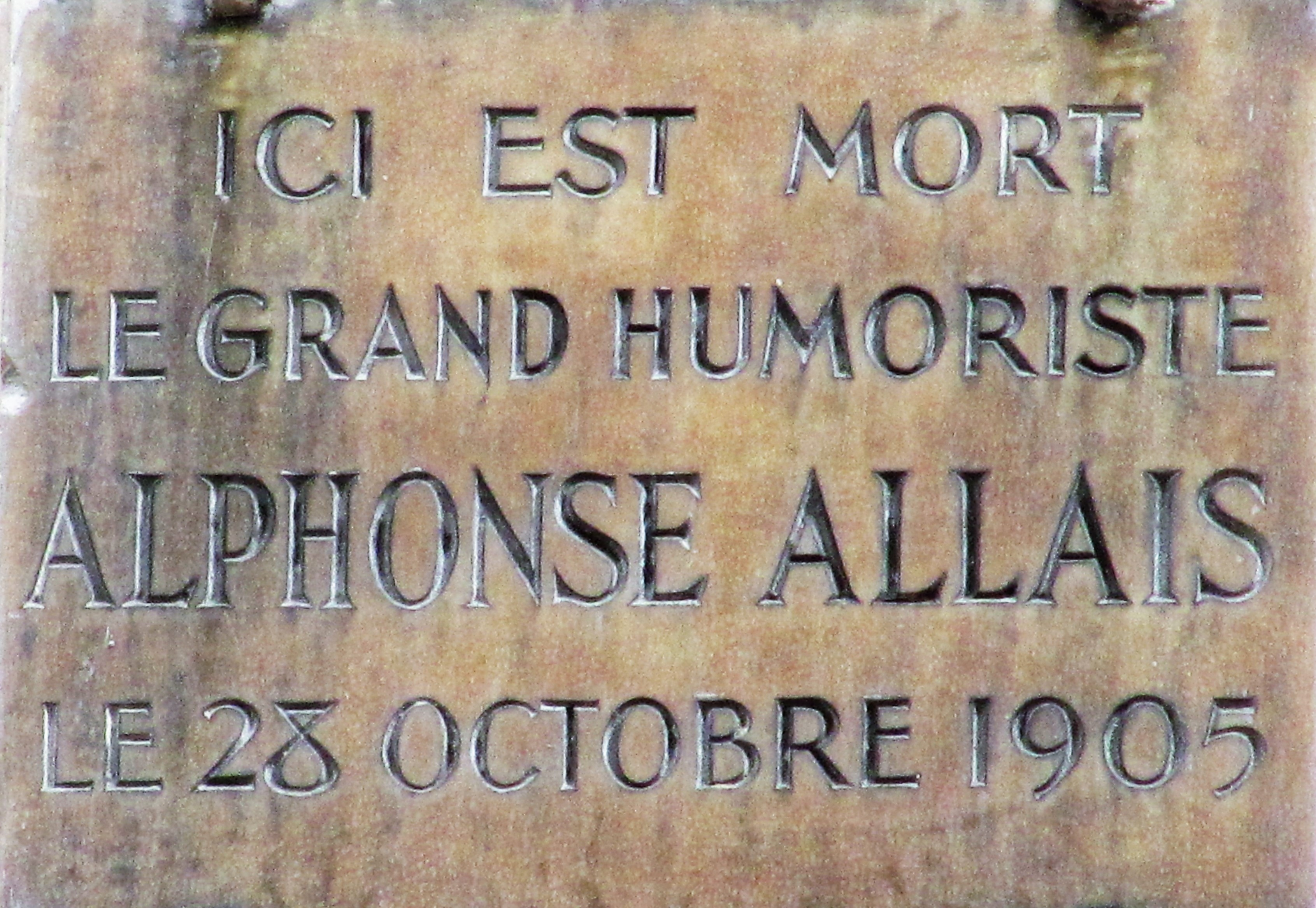
Plaque commémorative au 24, rue d’Amsterdam.

Quoi qu’il en soit, il meurt le 28 octobre à 9 h 15 à l'hôtel Britannia, 24, rue d'Amsterdam. Il est enterré au cimetière parisien de Saint-Ouen. À la fin de la Seconde Guerre mondiale, lors du bombardement du nord de Paris le 21 avril 1944, une bombe de la Royal Air Force pulvérise sa tombe. Ses cendres « virtuelles » sont transférées à Montmartre en 2005.
Il reste de lui l'image d'un homme à l'humour acide et d'un spécialiste de la théorie de l'absurde, mais il est aussi l'auteur, moins connu, de travaux scientifiques : recherches sur la photographie couleur, travaux très poussés sur la synthèse du caoutchouc, découverte, dès 1881, du café soluble lyophilisé dont il a déposé le brevet, le 7 mars 1881 sous le numéro no 141530, bien avant donc que Nestlé, grâce à son chimiste alimentaire Max Morgenthaler (de), ne le reprenne en 1935 et lance le Nescafé.

## L'univers d'Alphonse Allais

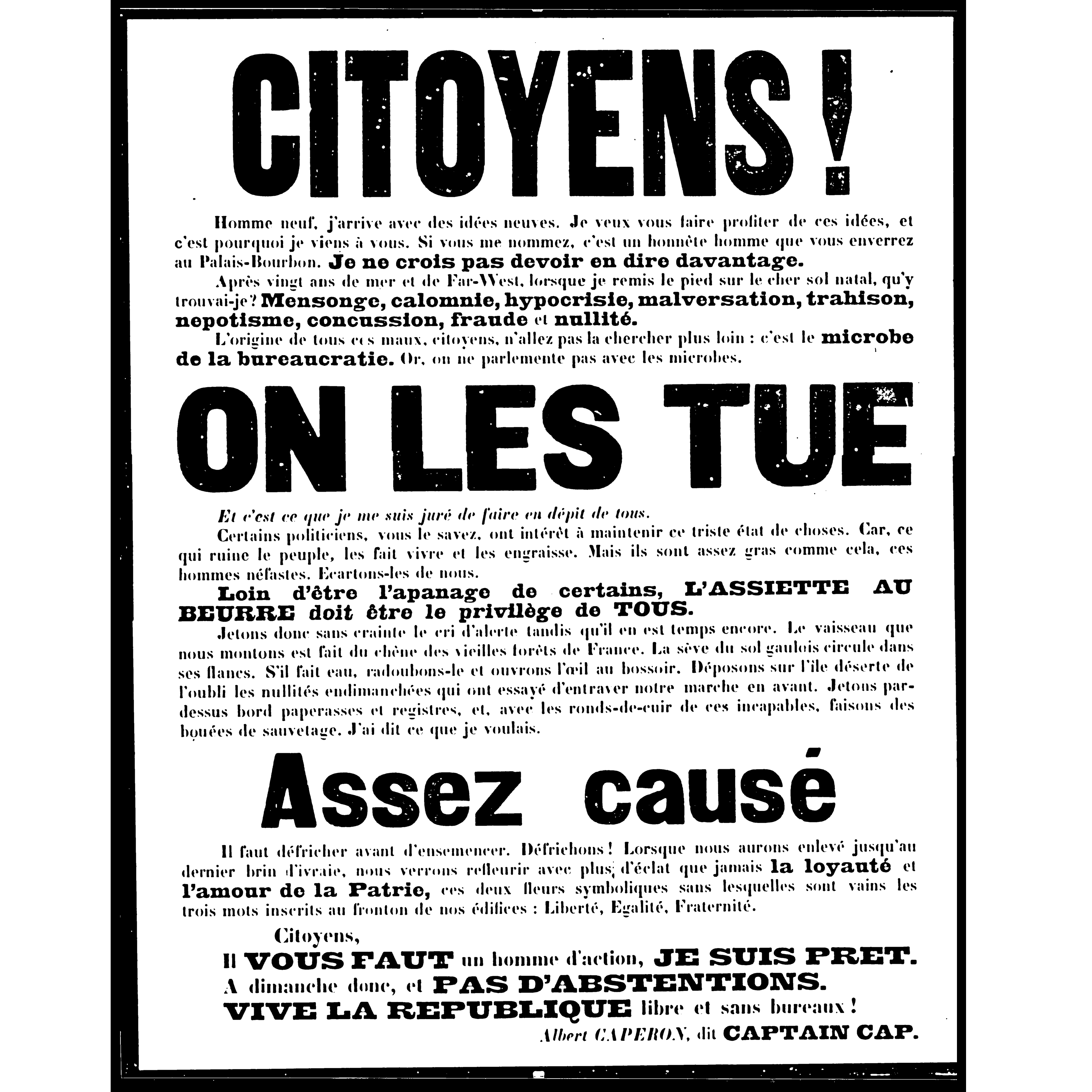
Affiche de la campagne électorale pour l'élection législative du 20 août 1893 d'Albert Caperon, dit « Captain Cap ». Alphonse Allais faisait partie de la liste électorale.

### L'écrivain
Poète – né le même jour qu'Arthur Rimbaud – autant qu'humoriste, Alphonse Allais a cultivé entre autres le poème holorime, c'est-à-dire constitué de vers entièrement homophones. Ainsi par exemple :
Par les bois du djinn où s'entasse de l'effroi,
Parle et bois du gin, ou cent tasses de lait froid.
ou encore :
Alphonse Allais de l'âme erre et se fout à l'eau.
Ah ! l'fond salé de la mer ! Hé ! Ce fou ! Hallo.
Il pratique à l'occasion le double sens :
Ah ! Vois au pont du Loing : de là vogue en mer Dante.
Hâve oiseau pondu loin de la vogue ennuyeuse.
suivi du commentaire de bas de page :
« La rime n'est pas très riche, mais j'aime mieux cela que de sombrer dans la trivialité. »
Alphonse Allais précise par ailleurs, dans un texte qu'il date « Fantasio, 15 août 1906 », qu'il a « l'honneur d'être l'auteur » du vers néo-alexandrin, qui « se distingue de l’ancien en ce que, au lieu d’être à la fin, la rime se trouve au commencement. (C’est bien son tour). Ce nouveau vers doit se composer d’une moyenne de douze pieds ; je dis une moyenne parce qu’il n’est pas nécessaire que chaque vers ait personnellement douze pieds. L’important est qu’à la fin du poème, le lecteur trouve son compte exact de pieds, sans quoi l’auteur s’exposerait à des réclamations, des criailleries parfaitement légitimes, nous en convenons, mais fort pénibles. »
La mystification peut s'étendre à la dimension d'une nouvelle entière, comme l'a montré Umberto Eco dans son étude[réf. nécessaire] Lector in fabula, qui analyse la nouvelle d'Allais intitulée Un drame bien parisien.
Son art de « tirer à la ligne » était proverbial. Il est vrai qu'il faisait même cela avec esprit : « … On étouffe ici ! Permettez que j’ouvre une parenthèse. » Il en fait même parfois un élément comique, ce dont abusera également son ami Sacha Guitry :
Mon sang ne fit pas cent tours.

Mon sang ne fit pas vingt tours.

Mon sang ne fit pas dix tours.

… (j'abrège pour ne pas fatiguer le lecteur)

Non mesdames, non messieurs, mon sang ne fit qu'un tour.
Quelques personnages reviennent de façon récurrente dans le monde d'Alphonse Allais. Le Captain Cap, de son vrai nom Albert Caperon, est un personnage qui a son franc-parler et affirme : « L'origine de tous ces maux, citoyens, n'allez pas la chercher plus loin : c'est le microbe de la bureaucratie. Or, on ne parlemente pas avec les microbes. ON LES TUE » Son apparition est prétexte à fournir des recettes de cocktails.
Francisque Sarcey, critique théâtral du journal Le Temps et personnification du « gros bon sens » bourgeois, est souvent cité dans les contextes les plus loufoques. La « victime » ne s'en formalisait pas, et se réjouissait même d'être imitée — Allais signait volontiers de son nom, ou de celui de « Sarcisque Francey » — par un écrivain aussi spirituel. Un autre auteur lui ayant emprunté le procédé, Allais tint à mettre les choses au point : « Deux personnes seulement à Paris ont le droit de signer Francisque Sarcey : moi-même d'abord, et Francisque Sarcey ensuite. »
Dans plusieurs nouvelles, Alphonse Allais s'amuse aux dépens de l'économiste Paul Leroy-Beaulieu, économiste libéral présenté facétieusement comme adepte du protectionnisme. Chaque fois qu'il est question d'affaires relevant de près ou de loin du domaine économique, il en profite pour se moquer de Paul Leroy-Beaulieu, en mettant dans sa bouche des énormités, ou en caricaturant ses opinions jusqu'à leurs ultimes (et absurdes) conséquences.
Quand une de ses chroniques aborde l'art militaire, même de la façon la plus loufoque, il ne manque pas de ridiculiser gentiment le général « Poiloue de Sainte Bellone », autrement dit le très authentique Léon de Poiloüe de Saint Mars, le « Père du Soldat », très estimé de ses troupes pour son utile invention de la cuisine roulante.
Il ne se prive pas également de mettre en scène François Coppée, Paul Déroulède et d'autres gloires de la Belle Époque.

#### Concepteur d'inventions loufoques
Dans un esprit fin de siècle, Alphonse Allais est contemporain de la vogue littéraire du merveilleux scientifique, dans la lignée de Jules Verne, témoin d'un progrès technique considérable (électricité, automobile, aviation, cinéma, etc.), et de son exploitation économique par un capitalisme encore incertain. Hanté par le démon de l'invention depuis l'adolescence, il a, tout comme son ami Charles Cros, dans nombre de ses nouvelles, imaginé des inventions absurdes, délirantes, avec un imperturbable sérieux et un ton enthousiaste qui parodie le journalisme scientifique et technique des dernières années du XIXe siècle. En voici un petit échantillon :
- la tour Eiffel et l'eau ferrugineuse. Jugée hideuse par nombre d'écrivains et d'intellectuels, des pétitions circulent pour exiger sa démolition : Alphonse Allais, par la voix du Captain Cap (son vieux complice Albert Caperon), propose de la revêtir de céramique étanche, puis de la retourner pointe en bas, tel un immense gobelet. Une fois remplie d'eau de pluie, le fer de la structure se dissoudra peu à peu, ce qui permettra de fortifier la population de Paris avec de l'eau ferrugineuse[24] ;
- le lien fixe sur la Manche. Les projets de franchissement du pas de Calais foisonnent dans les journaux, on discute des mérites respectifs du pont ou du tunnel (qu'on a même commencé à creuser vers 1875). Des sociétés plus ou moins sérieuses ont tenté de lever des capitaux en bourse. Allais (à qui rien de ce qui était anglo-américain — et surtout pas les cocktails — n'était étranger) propose de réaliser un pont flottant sur des pontons réalisés en vieilles boîtes de sardines, car les restes d'huile adhérant aux boîtes permettront de garantir la sécurité de l'ouvrage en aplanissant les pires tempêtes par la technique du filage de l'huile, bien connue des marins ;
- la société d'exploitation du Meat-Land. Allais imagine la découverte d'une vallée perdue au cœur du Canada, où un accident géologique combiné à des incendies de forêt a créé une mine de viande d'antilopes, de cerfs, de lapins, etc. cuits à l'étouffée, parfumés par du thym et des herbes aromatiques qui poussaient là et protégés par leur propre graisse qui a figé en surface, comme dans un gigantesque pot de rillettes. Parodiant la littérature financière de l'époque, il propose l'exploitation de cette carrière de viande en conserve naturelle via une société par actions[25] ;
- la belle-mère explosible[26]. À cette époque belliqueuse où le service des poudres recherche sans relâche des explosifs de plus en plus performants comme la mélinite (avec des drames comme celui de l'explosion du cuirassé Liberté à Toulon), Alphonse Allais publie une lettre de confession émanant soi-disant d'un célèbre chimiste, membre de l'Académie des sciences (on peut penser à Marcellin Berthelot) affligé d'une belle-mère insupportable par ailleurs adepte des vêtements d'été en coton blanc et des siestes au soleil. Il subtilise ses vêtements à l'occasion d'une lessive et leur fait subir l'opération chimique qui transforme le paisible coton en terrible fulmicoton. Il ne lui reste plus qu'à se munir d'une forte loupe et à concentrer, tel Archimède au siège de Syracuse, les rayons du soleil sur sa détestée belle-mère qui se prélasse au soleil, et à déclencher le feu d'artifice mortel qui lui apportera le bonheur conjugal[27] ;
- une invention patriotique, le fusil à aiguille. Alors que la revanche de la guerre de 1870 est dans toutes les têtes et que Paul Déroulède (une des têtes de Turc favorites d'Alphonse Allais) exhorte à garder les yeux fixés sur la ligne bleue des Vosges, Allais (ou plutôt son double, le lieutenant de chasseurs alpins Élie Coïdal) propose sa modeste contribution au futur effort de guerre : un fusil qui tire une aiguille au lieu d'une balle. Le chas de l'aiguille est au milieu et un fil de soie et d'acier se déroule derrière : le tireur peut ainsi transpercer une escouade entière de Prussiens (bien connus pour marcher en ligne dans un ordre impeccable). Une fois transpercé le dernier Prussien, l'aiguille se met en travers, ce qui permet au brave soldat français de remorquer la troupe entière, dûment empaquetée et ficelée, vers un camp de prisonniers, sans trop se compliquer la vie[28].

Les inventions guerrières d'Allais — il y en a d'autres et des plus loufoques encore — sont en général commentées et approuvées (ou pas) par le général Poiloüe de Sainte Bellone, fine allusion d'Alphonse Allais au véritable Léon de Poilloüe de Saint Mars, historique inventeur de la cuisine roulante et autre tête de Turc récurrente d'Alphonse Allais.

### Patronymes et toponymes dans l'œuvre d'Allais: un feu d'artifice de calembours
Depuis le lancement du Charivari (1832), la renaissance de La Caricature (1880), en passant par les expériences zutiques et hydropathes, le goût pour les calembours, en France, est permanent, ce dont témoigne entre autres le succès de l'Almanach Vermot, fondé en 1886.
Alphonse Allais sacrifie au goût de l'époque, non sans grivoiserie, en donnant à ses personnages (vieux nobles décavés, jeunes inventeurs prometteurs, petites femmes délurées, lords anglais ou écossais, dames patronnesses un peu fofolles, etc.) une série de patronymes à double sens par homophonie, qui campent le personnage.
Au fil des nouvelles on rencontre ainsi (liste non exhaustive) :
- la baronne Patan de Rouspétance (une dame d'œuvres qui promeut la récupération des vieux bouts d'allumettes pour chauffer les foyers pauvres)[30] ;
- le baron Labitte de Montripier, un admirateur du Captain Cap et amateur de cocktails qui débat doctement de l'âge des ours blancs[31] ;
- le commandant Leboult de Montmachin, victime malgré lui des entreprises amoureuses du jeune soldat Gaston de Puyrâleux qui tente d'enlever une beauté foraine, la Belle Ardennaise en volant la roulotte ou (croit-il) elle dort, mais où en fait elle reçoit en toute galanterie son supérieur hiérarchique[32] ;
- Sir A. Kashtey (cire à cacheter), un lord anglais qui, capitaine d'un navire coulé, se sauve en ingérant du fer et de l'acide sulfurique, ce qui le transforme en aérostat à hydrogène  ;
- le lieutenant de chasseurs alpins Elie Coïdal, inventeur d'une « révolution dans la mousqueterie française » (cf. supra) ;
- Sarah Vigott, charmante jeune anglaise délurée et éprise de photographie, autrice malgré elle d'un cliché pornographique (Shocking in Vive la vie)[33] ;
- mademoiselle Odile Crauck, charmante jeune femme qui se montre cruelle avec son amoureux transi[34] ;
- l’abbé Kahn, curé vélocipédiste et l'abbé Chamel, fils illégitime de l’abbé Mouret d'Émile Zola et d'une cuisinère au grand cœur prénommée Rosalie, et leur collègue l'abbé Tumaine (Zola, encore)[35] ;
- Mac Larinett, un amiral écossais qui avait embrassé la cause de la Commune de Paris, commandait le bateau-lavoir du pont Marie et dont les sept petites filles aussi charmantes que volcaniques épouseront toutes des dénommés Cliquot qu'elles épuiseront par l'amour, devenant ainsi des veuves Cliquot[36].

Les toponymes ne sont pas oubliés : une nouvelle narre le flirt d'Alphonse Allais avec la ravissante (et quelque peu vénale) demoiselle du télégraphe d'un village normand nommé Baisemoy-en-Cort.

### Les Arts incohérents

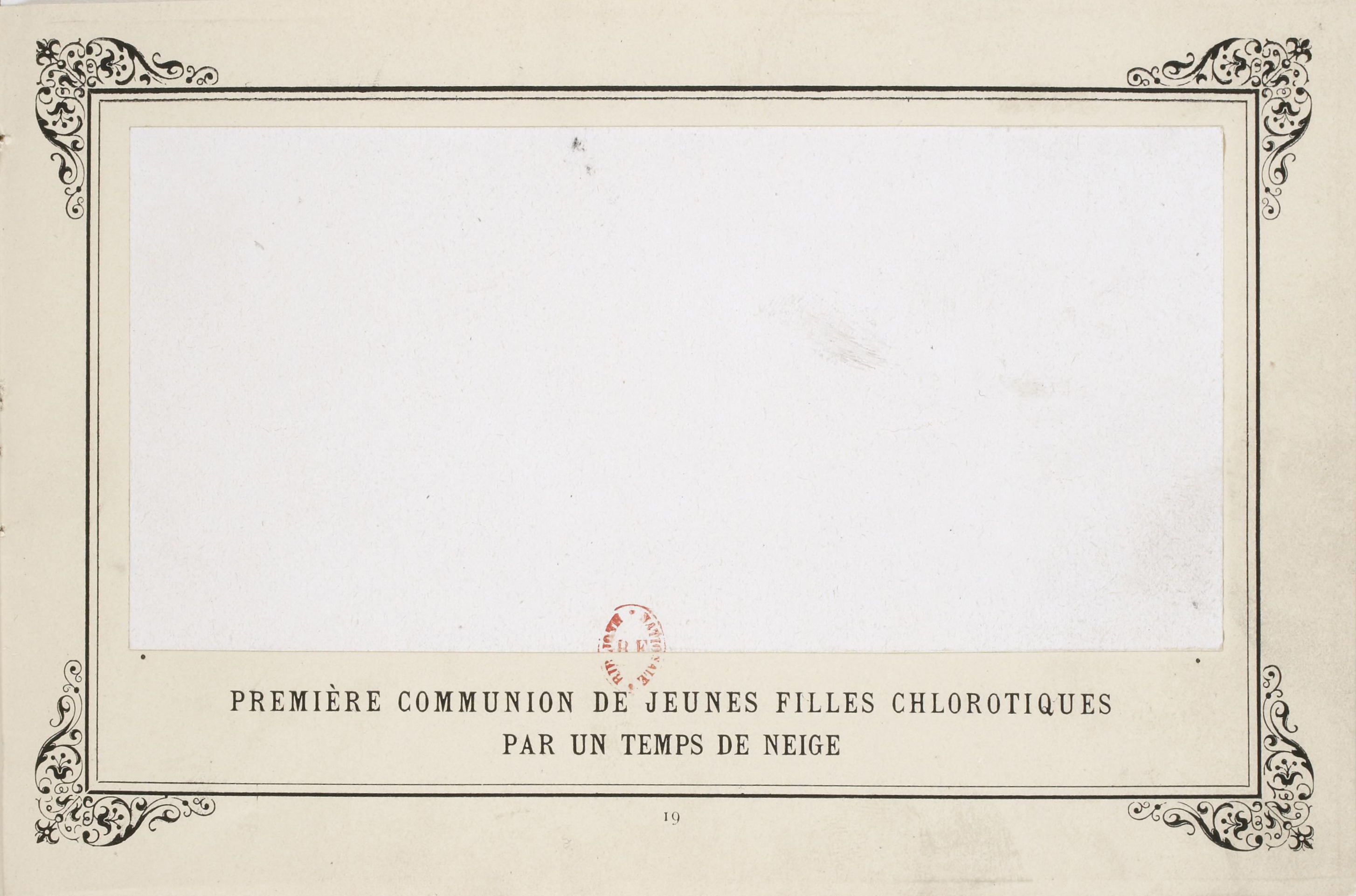
Première communion de jeunes filles chlorotiques par un temps de neige (1883).

Alphonse Allais est l'auteur de certaines des premières peintures monochromes. Inspiré par le tableau entièrement noir de son ami Paul Bilhaud, intitulé Combat de nègres pendant la nuit, présenté en 1882 au salon des Arts incohérents (qu'il reproduira avec un titre légèrement différent), il présente ses monochromes aux éditions suivantes de ce Salon. Parmi ces monochromes, Récolte de la tomate par des cardinaux apoplectiques au bord de la mer Rouge (1884), ou encore Première communion de jeunes filles chlorotiques par temps de neige (1883), qui précèdent d'une génération le Carré blanc sur fond blanc de Kasimir Malevitch.

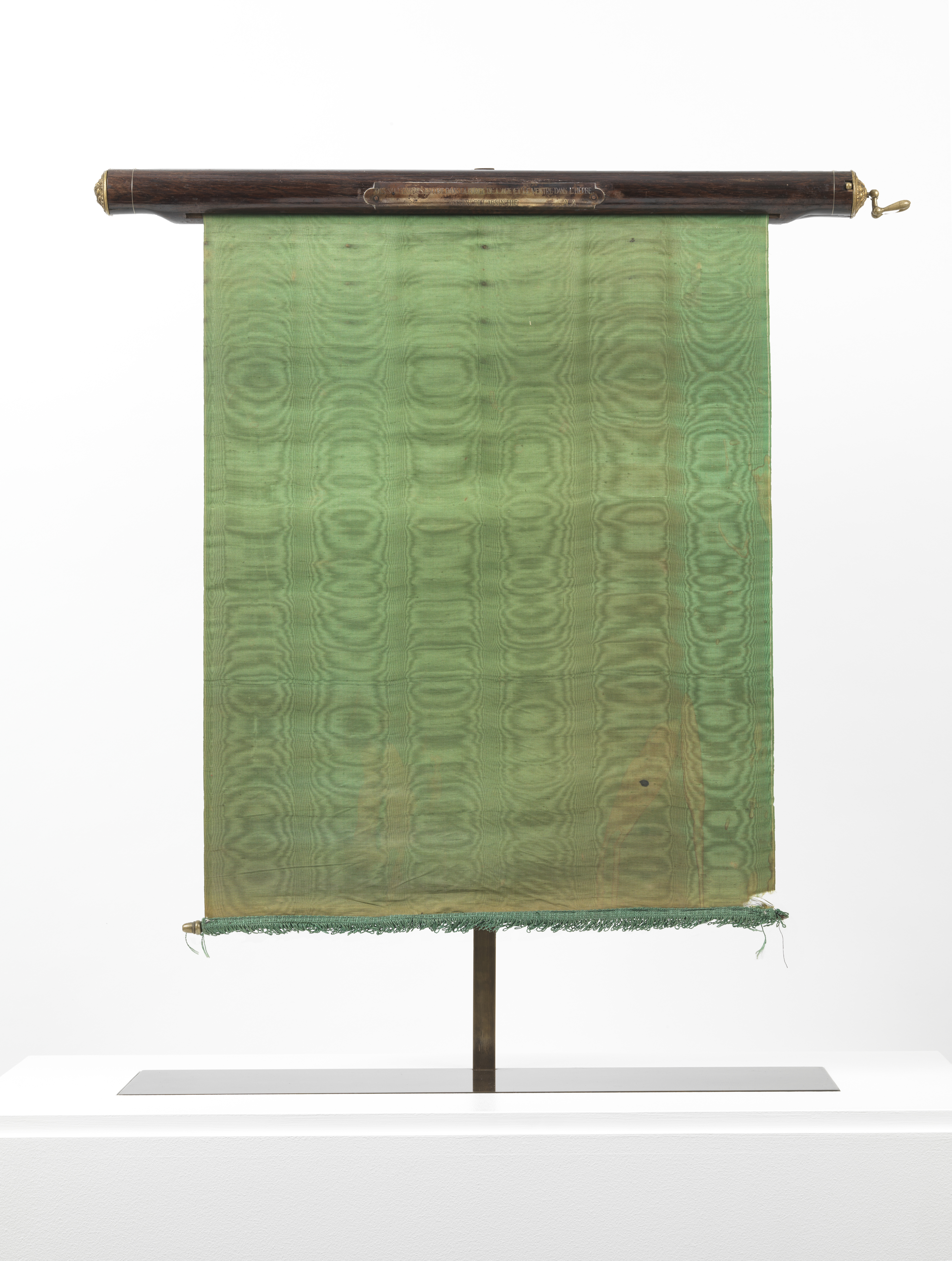
Alphonse Allais, Des souteneurs encore dans la force de l'âge et le ventre dans l'herbe boivent de l'absinthe, rideau de fiacre, avant 1897.

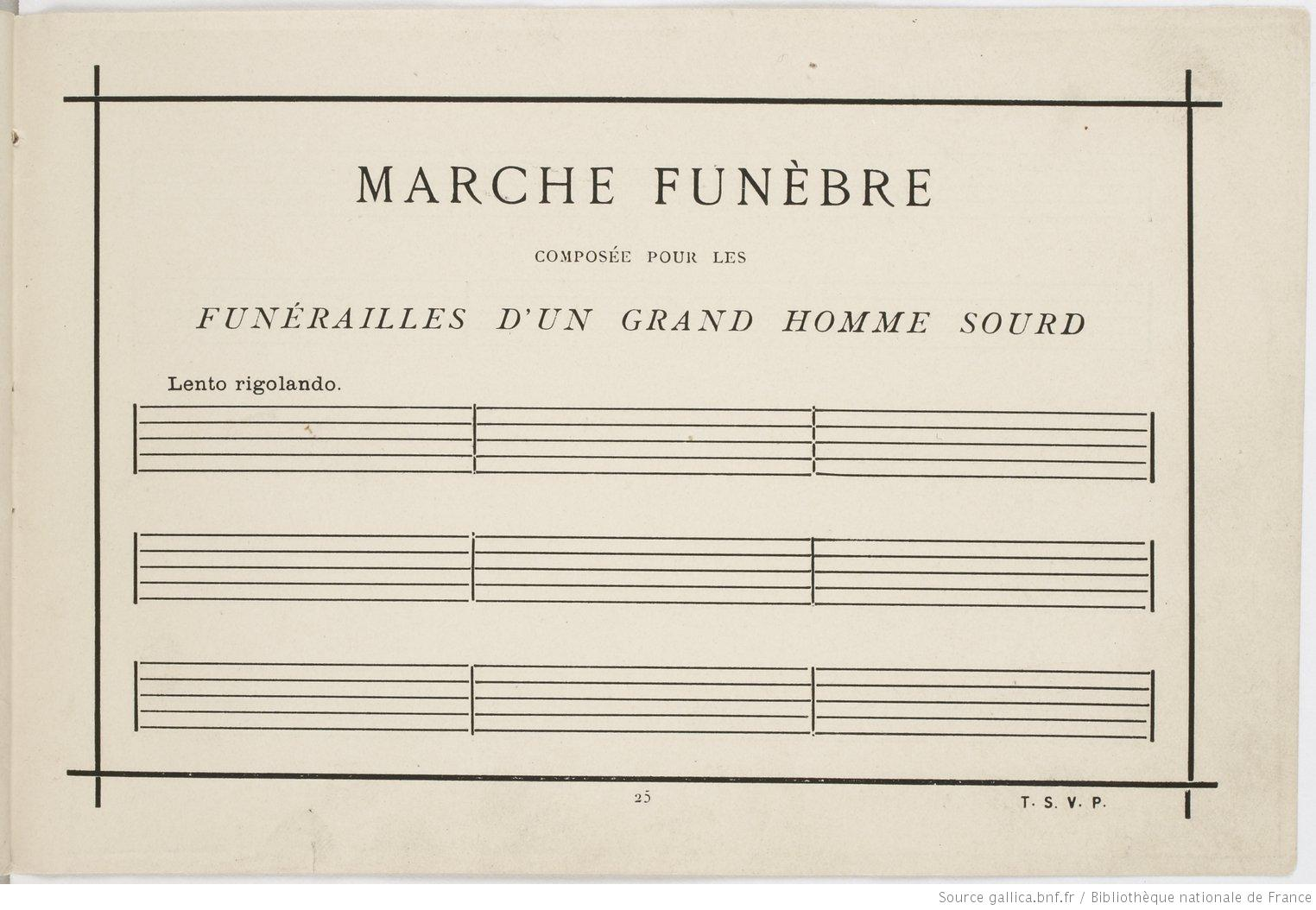
Marche funèbre composée pour les funérailles d'un grand homme sourd (1897), Alphonse Allaisvignette|183x183px|Enregistrement

Il est aussi, bien avant John Cage ou Erwin Schulhoff, mais sans jamais se prendre au sérieux, l'auteur de la première composition musicale minimaliste : sa Marche funèbre composée pour les funérailles d'un grand homme sourd est une page de composition vierge, parce que « les grandes douleurs sont muettes ». Il convient aussi de citer dans les précurseurs Erik Satie, né à Honfleur, et témoin du Chat noir dès 1890 : nés tous deux à quelques mètres de distance, dans la même rue d'Honfleur, Alphonse Allais avait surnommé le musicien « Ésotérik » Satie.
En 2018, le galeriste parisien Johann Naldi découvre parmi un ensemble inédit de dix-sept œuvres des Arts incohérents Des souteneurs encore dans la force de l'âge et le ventre dans l'herbe, consistant en un rideau de fiacre de couleur verte agrémenté d'un cartel avec intitulé. Exécutée avant 1897, date à laquelle Allais compulse ses expériences monochroïdales dans son Album primo-avrilesque, cette œuvre est le seul monochrome d'Alphonse Allais identifié à ce jour, classé Trésor National le 7 mai 2021 sur décision du ministère de la Culture.

## Œuvre

### Publications et créations anthumes

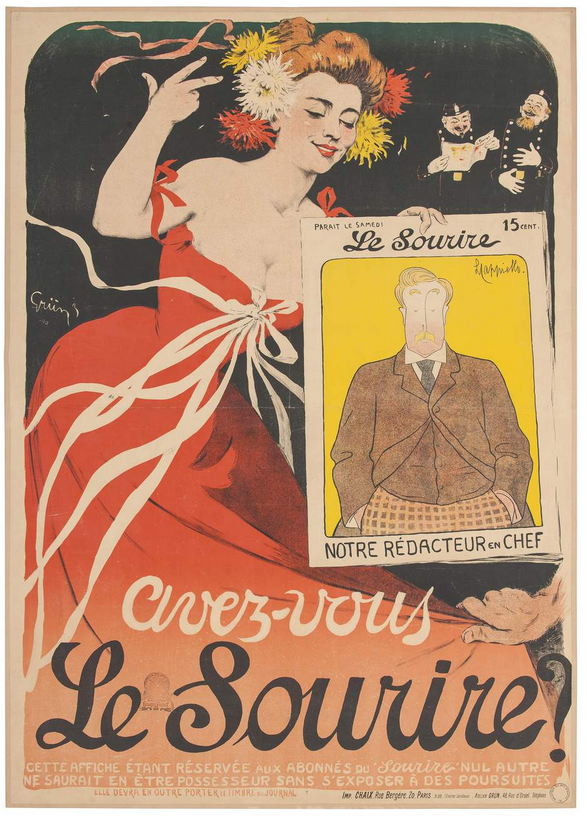
Affiche lithographiée promotionnelle du Sourire, figurant Allais confronté à la censure (Jules Grün, 1900).

- La Nuit blanche d'un hussard rouge, monologue…, Paris, Paul Ollendorff, 1887, 35 p., in-16, fig., pl., couv. ill. 14 dessins de Caran d'Ache (lire en ligne sur Gallica) — Une première version de ce texte a été publiée dans La Cravache (1879-1880) de Montpellier, sous le titre : Un cuirassier qui découche. Le monologue créé par Coquelin-Cadet de la Comédie-Française, est paru dans Le Chat Noir, no 261, daté du 8 janvier 1887.
- Une idée lumineuse : monologue comique dit par Coquelin Cadet (couverture en couleurs de George Auriol), Paris, Paul Ollendorff, 1888, 16 p. (lire en ligne sur Gallica) — publié une première fois dans Le Chat noir, no 306, le 19 novembre 1887, sous le titre Un inventeur.
- Au Moulin de la Galette. Revue-opérette en un acte en collaboration avec Jehan Sarrazin, créée au Divan Japonais le vendredi 15 mars 1889[40].
- Un mécontent : monologue…, Paris, Paul Ollendorff, 1889, 16 p. (lire en ligne sur Gallica) — Monologue dit par Coquelin-Cadet, de la Comédie française paru dans Le Chat Noir, 23 février 1889.
- Le Pauvre Bougre et le bon génie : féerie en un acte : représentée pour la 1re fois au Théâtre des Mathurins le 24 mai 1899. Navrant récit sangloté par Coquelin-Cadet, de la Comédie française (ill. Henry Somm), Paris, Paul Ollendorff, 1899 (lire en ligne sur Gallica).
- La Revue libre, production théâtrale en deux actes, créée à l'Hôtel Continental le 4 mars 1890, à 1 heure du matin — désignée comme une fête de la presse, réunissant autour d'Allais, un collectif d'auteurs comme Arsène Alexandre, Bertol-Graivil, etc.[41]
- À se tordre : histoires chatnoiresques, Paris, Paul Ollendorff, 1891, 303 p. (lire en ligne sur Gallica) — 45 chroniques inédites parues de 1885 à janvier 1891. Nombreuses rééditions, notamment chez Albin Michel.
- Vive la vie !, coll. « Les auteurs gais », Paris, éd. Marpon et Flammarion, 1892 — 29 chroniques inédites parues dans Le Chat noir.
- Pas de bile ! : œuvres anthumes, Paris, Ernest Flammarion, coll. « Collection Les auteurs gais », 1893, 258 p. (lire en ligne sur Gallica) — 39 chroniques parues de 1885 à février 1893.
- La Table, pièce en un acte, écrite avec Raoul Ponchon, prévue en juin 1894 au Théâtre-Libre[42]
- Le Parapluie de l'escouade, Paris, Paul Ollendorff, 1893, VIII-284 p. — 39 chroniques parues de 1886 à avril 1893, dont une, Cruelle énigme, a déjà paru dans le recueil À se tordre. Alphonse Allais donne ce titre à son recueil pour deux raisons : « 1° Il n'[y] est sujet de parapluie d'aucune espèce ; 2° La question si importante de l'escouade, considérée comme unité de combat, n'y est même pas effleurée. » Boris Vian retiendra l'idée pour son titre L'Automne à Pékin. Quelques lecteurs grincheux ayant protesté, Allais intitula son volume Pour cause de fin de bail en justifiant l'opportunité du titre par le fait que « son bailleur lui signifiait son congé à la fin du mois ».
- Rose et vert-pomme : œuvres anthumes, Paul Ollendorff, 1894, 330 p. (lire en ligne sur Gallica) — Reprise de 44 chroniques parues dans divers journaux.
- Les gaîtés du Chat Noir, recueil préfacé par Jules Lemaître, Paris, Paul Ollendorff, 1894 — recueil de textes choisis par Alphonse Allais, selon François Caradec.
- Innocent, vaudeville inédit en trois actes, en collaboration avec Alfred Capus, créé au Théâtre des Nouveautés, le 7 février 1896 — Alphonse Allais en adapte un feuilleton quotidien qu'il publie dans Le Journal, du 6 août au 1er septembre 1898, en le titrant : « L'Affaire Baliveau ». En 1899, il publie ce feuilleton en librairie aux éditions de la Revue blanche, sous le titre L'Affaire Blaireau (voir ci-dessous).
- Deux et deux font cinq (2 + 2 = 5) : œuvres anthumes, Paris, Paul Ollendorff, 1895, 343 p. (lire en ligne sur Gallica) — 65 chroniques parues de fin 1893 à fin mars 1895, dont 62 inédites.
- « Simple mot pour servir de préface », in: Jehan Sarrazin, Chanson d'hiver, nouvelles et poésies, couverture d'Adolphe Willette, illustrations de George Auriol et de Duclos [?], Paris, Jehan Sarrazin éditeur, 1895, 73 p.
- Préface à : Charles Leroy[43], Le Secret du sergent, [en collaboration avec Mme Jeanne Leroy-Allais, sa sœur], Paris, La Librairie illustrée, 1896, 283 p., couv. en coul. signée Charles Clérice.
- On n'est pas des bœufs, Paris, Paul Ollendorff, 1896. 316 p. — 44 chroniques toutes parues dans Le Journal pour l'année 1895, sauf « Dressage », chronique parue le 3 mars 1894.
- Album primo-avrilesque…, Paris, Paul Ollendorff, 1er avril 1897 (lire en ligne sur Gallica) — Au format in-16° oblong (dit « à l’italienne »), de 24 x 16 cm, l'ouvrage comprend sept aplats monochromes de 14,5 x 7 cm chacun : noir, bleu, vert, jaune, rouge, gris, blanc, suivi de La Marche funèbre.
- L'Arroseur, 26 chroniques, « Petite collection du Rire », Paris, éd. Félix Juven, 1897 ; rééd. 1901, 123 p., avec des illustrations de Maurice Radiguet.
- Le Bec en l'air : œuvres anthumes, Paris, Paul Ollendorff, 1897, 322 p. (lire en ligne sur Gallica) — 51 chroniques inédites parues de octobre 1895 à septembre 1896.
- Amours, délices et orgues, Paris, Paul Ollendorff, 1898, 276 p. (lire en ligne sur Gallica) — Recueil de 47 contes. Les mots du titre sont tirés d'une règle de français : ce sont les trois mots de la langue française qui sont masculins au singulier, féminins au pluriel, par exemple : un bel orgue, les grandes orgues.
- Silvérie ou les fonds hollandais, pièce en un acte, en collaboration avec Tristan Bernard, Paris, Ernest Flammarion, [1898], 32 p., contenant 13 simili-gravures d'après les photographies de MM. Cautin et Berger. Collection « Les pièces à succès », dirigée par Jules Lévy.
- Pour cause de fin de bail : œuvres anthumes, Paris, éditions de La Revue blanche, 1899, 305 p. (lire en ligne sur Gallica) — 53 chroniques.
- À la gare comme à la gare, revue théâtrale en un acte, en collaboration avec Albert René[44], créée au Théâtre des Mathurins le 14 juin 1899[45].
- L'Affaire Blaireau, roman, Paris, éditions de La Revue Blanche, 1899, 316 p.
- En ribouldinguant ! (36 chroniques), Paris, Société d'Éditions Littéraires et Artistiques, 1900, 124 p. (lire en ligne sur Gallica) ; rééd., illustrations de Joaquín Xaudaró, coll. « Les conteurs joyeux », Paris, Ollendorff, 1905.
- L'Astiqueur, ou Patience et longueur de temps font plus que force ni que rage, proverbe en un acte d’Albert René et Alphonse Allais, créée au Théâtre du Gymnase, le 3 février 1900.
- Ne nous frappons pas, 58 chroniques, Paris, éditions de La Revue blanche, 1900.

* Gardenia, 1901.[réf. nécessaire]
- Eh! placide, eh! généreux !, grande revue havraise en trente trois parties, écrite avec Albert René ; créée le 24 décembre 1901 sur la scène du Théâtre-Concert des Folies-Bergère. Le Havre, Imprimerie Auguste Godefroy, 1908. 40 p., in-8.
- Les maitres chansonniers, 1901.[réf. nécessaire]
- Le Captain Cap : ses aventures, ses idées, ses breuvages, Paris, Félix Juven, coll. « Collection dorée », 1902, 283 p. (lire en ligne sur Gallica) — Recueil de 55 chroniques dont 32 inédites.

* Congé amiable, inédit, 1903.[réf. nécessaire]
- « La peur aux tubes. Errance », conte paru dans La Coupe aux fruits, 3 janvier 1904.
- Chat mauve revue, pièce de théâtre en un acte écrite par Alphonse Allais, Albert René et Paul Bonhomme, pour 24 personnages pouvant être joués par 21 personnages [1904].
- Monsieur la Pudeur, Paris, Librairie théâtrale, 1904, 147 p. — vaudeville en trois actes écrit avec Félix Galipaux et Paul Bonhomme, créé au théâtre de Cluny, le 4 décembre 1903.
- Aux consignés ! Fantaisie militaire, écrit pour la scène avec Henri Darsay. Manuscrit de 42 pages, inspiré du conte « Aphasie » paru dans le Chat Noir, 15 juin 1889, et repris dans À se tordre en 1891.

L'ouvrage Pour lire en train de bestiaux fut annoncé (prétendument ?) en préparation, et signalé comme devant paraître aux éditions Alphonse Lemerre — réputé assez conservateur et pour ses comptes d'auteur — dans une annonce publiée par le périodique La Lanterne japonaise[Où ?], no 10 du 29 décembre 1888.

### Publications et créations posthumes
Sont ici mentionnés en priorité les écrits inédits, les éditions bibliophiliques et les éditions critiques majeures :
- Dans la peau d'un autre. Mystère parisien de réincarnation normande, co-écrit avec Jehan Soudan de Pierrefitte, Paris, Félix Juven, 1907, 319 p., couverture d'Auguste Roubille.
- La Partie de dominos, écrit avec Sacha Guitry, d'après la nouvelle Un drame bien parisien, [1907].
- La Belle-Mère explosible, coll. « Les histoires drôles » no 1, Flammarion, 1910, 32 p., 29 chroniques réunies par Max et Alex Fischer.
- Une vraie poire, coll. « Les histoires drôles » no 29, Flammarion, 1910, 32 p. – 11 chroniques réunies par Max et Alex Fischer.
- Pas de bile !, « Collection illustrée à 95 centimes » no 24, illustr. de Lucien Métivet, Paris, Flammarion, 112 p. [1911] — 35 chroniques dont 17 issues de Vive la Vie, et 18 issues de Pas de bile ! (1893).
- Le Boomerang, ou Rien n'est mal qui finit bien, roman, illustr. de Joseph Hémard, Paris, Paul Ollendorff, [1912].
- À l'œil, préface de Maurice Donnay, de l'Académie française, Paris, Flammarion, 1921, 260 p.
- La Nuit blanche d'un hussard rouge, coll. « Une heure d’oubli » no 73, Paris, Flammarion, 1921, 64 p. — réédition populaire du texte de 1887, augmentée de 14 contes extraits de Pas de bile !.
- Les meilleurs contes d'Alphonse Allais, présentés par Pierre Varenne, illustr. de Pierre Le Trividic, Rouen, éd. Henri Defontaine, 1934, 193 p.
- Les meilleures chroniques d'Alphonse Allais, Rouen, Henri Defontaine, 1935, 200 p.
- Pages choisies, Paris, Par les Pharmaciens bibliophiles, 1935, 303 p.
- La Vie drôle, Paris, éd. Fournier, 1946, avec des bois originaux de Charles-Jean Hallo — 37 chroniques choisies et préfacées par Sacha Guitry).
- Les templiers, recueil, coll. « Les maîtres de l'humour » no 1, Paris, Aux Quatre Vents, 1947 — 45 contes choisis et présentés par André Frédérique.
- Cinquante Cinq Contes d’Alphonse Allais, Paris, Club des libraires de France, 1954 — rassemblés et précédés d’une préface bio-bibliographique par Anatole Jakovsky suivis de 7 lettres inédites et de poèmes illustrés à l’aide de 57 gravures extraites d’un traité de science amusante et d’une affiche électorale du Captain Cap.
- François Caradec (dir.), Œuvres Complètes d'Alphonse Allais, 11 volumes, Paris, La Table Ronde, 1964-1970 ; rééd. coll. Bouquins, tome I et II, 1989-1990.

### Traduction en anglais
L'œuvre d'Allais a été traduite en anglais par John Crombie à partir de 1980.
En 2017, Doug Skinner entreprend de poursuivre la traduction en anglais de son œuvre.

## Postérité

### Reconnu par ses pairs et les générations suivantes
Très populaires de son vivant, les écrits d'Allais ainsi que sa mémoire, perdurent, non sans vivacité, entre autres à travers les journaux : rien que sur la période 1906-1918, ce sont des milliers d'articles qui mentionnent son nom, pour évoquer son bel esprit et sa prose.
Très tôt, Sacha Guitry n'a jamais caché sa dette et son admiration envers lui.
L'un des artistes les plus radicaux du XXe siècle, Marcel Duchamp, qui commença sa carrière comme dessinateur humoriste de presse, le cite plusieurs fois comme l'une de ses références.
André Breton l'introduit dans son Anthologie de l'humour noir (1940), et voit en lui une dimension subversive, un faux candide s'attaquant au sens même des mots pour mieux souligner l'absurdité des maints aspects de la vie politique, économique et sociale.
Postérité magnifiée par la création de l'Académie en 1934 (voir ci-dessous), les rééditions multiples de ses œuvres prouvent ainsi que l'engouement des lecteurs pour Alphonse Allais n'a jamais cessé. Ses ouvrages sont ensuite intégrés à partir des années 1960-1970 aux collections de poche, tandis qu'un appareil critique se fait jour, sous l'impulsion notamment du critique littéraire François Caradec et les membres de l'Oulipo.
Le 22 octobre 1954 est célébré à Paris, librairie La Hune, le centenaire d'Allais, évènement organisé avec le Club des libraires, Bernard Gheerbrant et Anatole Jakovsky du Collège de 'Pataphysique.

### Académie Alphonse-Allais
L'académie est née en 1934, à l'initiative de Jehan Soudan de Pierrefitte, ami d'Alphonse Allais. Vingt ans plus tard, à l'occasion du centenaire de la naissance d’Alphonse Allais en 1954, Henri Jeanson en reprendra le flambeau. Elle compte 75 personnalités du monde de l'art et de la culture. Elle est administrée depuis 2009 par l'Association des amis d'Alphonse Allais. Elle est animée par une chancellerie composée de trois membres : le chancelier, le camerlingue et le garde du sceau, détenteur de la « Comète de Allais ».
L'académie Alphonse-Allais décerne et remet chaque année le prix Alphonse-Allais.

### Association des amis d'Alphonse Allais
Le siège social de l'Association des amis d’Alphonse Allais (AAAA) est sis au cabaret La Crémaillère 1900, 15, place du Tertre, à Montmartre. Ses membres se sont réunis chaque premier dimanche du mois, en 2010 et 2011, au théâtre du Petit Hébertot à Paris où ils tinrent en public leurs séances dites « du dictionnaire ». Ce Dictionnaire ouvert jusqu'à 22 heures a été publié en novembre 2011 aux éditions Le Cherche midi, et réédité en 2013 dans la collection « Points » des Éditions du Seuil.
L'association publie une « lettre confidentielle », L'Allaisienne (no 1, mars 2005-no 54, janvier 2022).

### Institut Alphonse-Allais
L'institut Alphonse-Allais, association loi de 1901, créé en 2015, a pour but de « promouvoir la mémoire, l’esprit et l’œuvre d’Alphonse Allais, de concevoir et d’organiser des manifestations publiques ou privées pour développer l’humour hérité du maître ». Il publie son bulletin officiel intitulé Alphy, (no 23, janvier 2022).

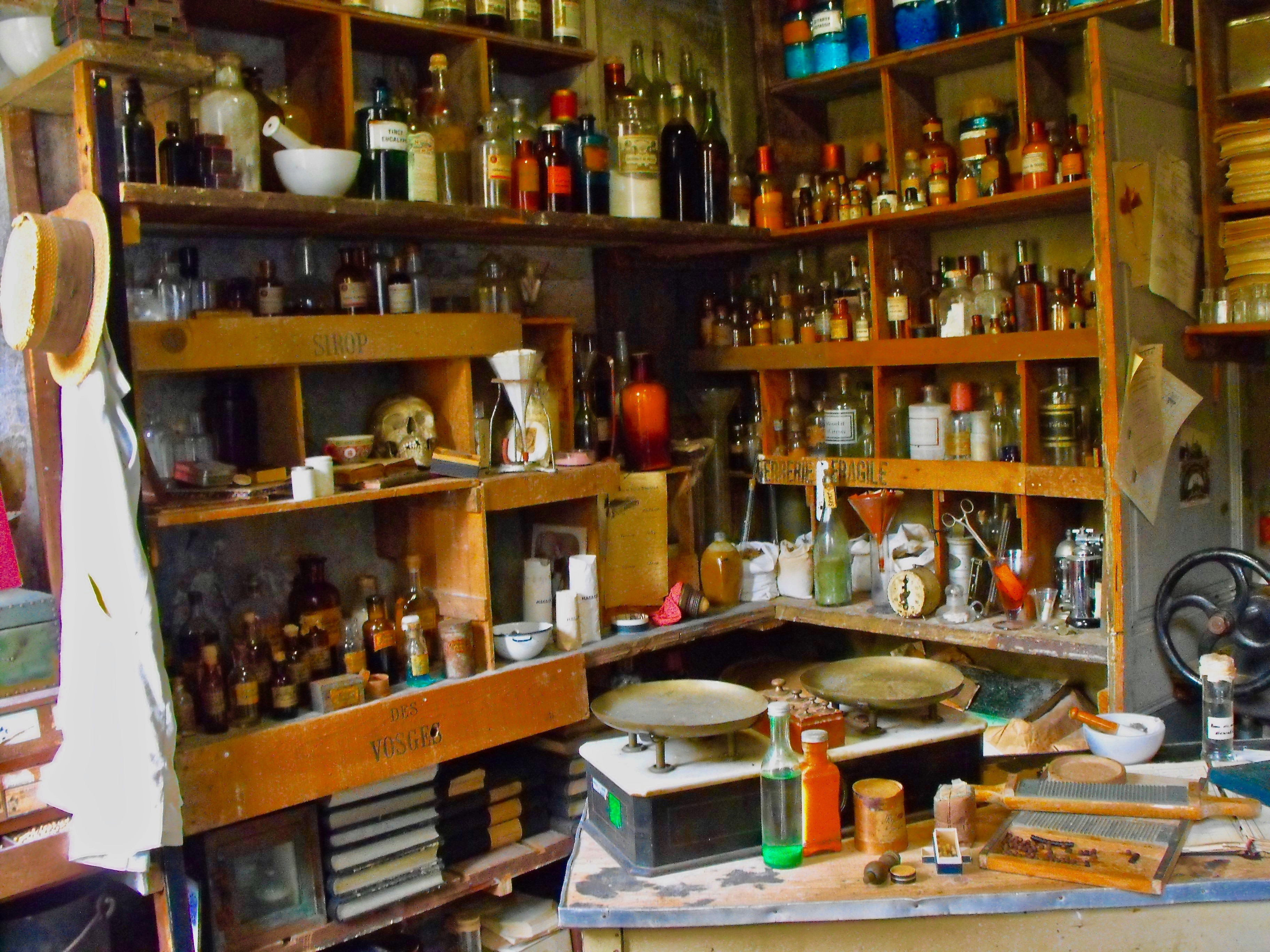
Musée Alphonse Allais à Honfleur.

### Musée Alphonse-Allais à Honfleur
Créé en 1999 par Jean-Yves Loriot et inauguré par Raymond Devos, ce lieu est le plus petit musée de France (8 m2). Appelé aussi le préparatoire des potards Allais, il était situé au 2e étage de la pharmacie du Passocéan de Honfleur, lieu de naissance d'Alphonse Allais. À la suite de la vente de la pharmacie, le musée ferme le 30 septembre 2018 et rouvre le 26 octobre 2019 dans une ancienne maison au 12 rue des Petites boucheries. Il se visite sur rendez-vous,.

### Quelques références à Allais
- Allais proposa en 1905 de remplacer les fortifications entourant alors Paris par une grande plage de sable, un projet qu'il nomma… « Paris-Plage[66] ».
- Le film Ni vu, ni connu d'Yves Robert (1958) est inspiré du roman L'Affaire Blaireau.
- Dans le film Touchez pas au grisbi de Jacques Becker (1954), Jean Gabin possède un appartement rue Alphonse-Allais à Paris, rue qui n'existe pas. Il existe aujourd'hui une place Alphonse-Allais dans le 20e, créée en 1990, au moment de l'aménagement de la ZAC de Belleville.
- En juillet 2005, le Premier ministre français Dominique de Villepin emploie, au cours d'une conférence de presse, l'expression « patriotisme économique ». La paternité, ironique, en revient à Alphonse Allais[67].

#### Textes en ligne
- À se tordre :
  - sur le site de l'ABU
  - sur le site Intratext.
- Projet Gutenberg Œuvres
- Ebooks livres libres et gratuits
- Bibliothèque électronique du Québec, collection « À tous les vents », À se tordre, Plaisirs d'humour, L'Affaire Blaireau, Faits divers, À la une !, Deux et deux font cinq, Pour cause de fin de bail, Vive la vie !
- Bibliothèque électronique de Lisieux, nouvelles d'Alphonse Allais

#### Bases de données et dictionnaires
- Ressources relatives à la littérature :   - The Encyclopedia of Science Fiction
  - Internet Speculative Fiction Database
  - NooSFere
- Ressources relatives aux beaux-arts :   - Musée d'Orsay
  - RKDartists
  - Union List of Artist Names
- Ressource relative à la santé :   - Bibliothèque interuniversitaire de santé
- Ressource relative au spectacle :   - Les Archives du spectacle
- Ressource relative à plusieurs domaines :   - Radio France
- Ressource relative à la musique :   - MusicBrainz
- Ressource relative à la recherche :   - Isidore
- Ressource relative à l'audiovisuel :   - IMDb
- Notices dans des dictionnaires ou encyclopédies généralistes :   - Den Store Danske Encyklopædi
  - Deutsche Biographie
  - Internetowa encyklopedia PWN
  - Nationalencyklopedin
  - Treccani
  - Universalis
- Notices d'autorité :   - VIAF
  - ISNI
  - BnF (données)
  - IdRef
  - LCCN
  - GND
  - Japon
  - CiNii
  - Espagne
  - Belgique
  - Pays-Bas
  - Pologne
  - Israël
  - NUKAT
  - Catalogne
  - Suède
  - Vatican
  - Australie